# Aplosporella
Aplosporella es un género de hongos en la familia Botryosphaeriaceae. Incluye 277 especies.

## Especies
- Aplosporella acaciae
- Aplosporella acaciigena
- Aplosporella aesculi
- Aplosporella aguirrei
- Aplosporella ahmadii
- Aplosporella ailanthi
- Aplosporella aleuritis
- Aplosporella allamandae
- Aplosporella alnicola
- Aplosporella alpina
- Aplosporella amelanchieris
- Aplosporella amygdalina
- Aplosporella annonae
- Aplosporella aquifolii
- Aplosporella araliae
- Aplosporella aristolochiae
- Aplosporella artabotrydicola
- Aplosporella asiminae
- Aplosporella astragalina
- Aplosporella astrocaryi
- Aplosporella aurangabadensis
- Aplosporella avellanae
- Aplosporella azadirachtae
- Aplosporella baccharidicola
- Aplosporella bakeriana
- Aplosporella bambusina
- Aplosporella baptisiae
- Aplosporella baxteri
- Aplosporella beaumontiana
- Aplosporella behboudii
- Aplosporella betulae
- Aplosporella bignoniae
- Aplosporella bogoriensis
- Aplosporella bougainvilleae
- Aplosporella bouwardiae
- Aplosporella brasiliensis
- Aplosporella briosiana
- Aplosporella bromeliae
- Aplosporella brunaudiana
- Aplosporella burnhamii
- Aplosporella burserae
- Aplosporella cadabae
- Aplosporella caesalpiniae
- Aplosporella calycanthi
- Aplosporella camerunensis
- Aplosporella capparis
- Aplosporella carbonacea
- Aplosporella carpinea
- Aplosporella castaneae
- Aplosporella casuarinae
- Aplosporella ceanothi
- Aplosporella celtidis
- Aplosporella centrolobiicola
- Aplosporella cephalandrae
- Aplosporella cercidis
- Aplosporella cesatii
- Aplosporella chamaecristae
- Aplosporella chlorostroma
- Aplosporella cissi
- Aplosporella clematidis
- Aplosporella clerodendri
- Aplosporella clintonii
- Aplosporella coffeicola
- Aplosporella commixta
- Aplosporella congoensis
- Aplosporella connata
- Aplosporella coryli
- Aplosporella crotonis
- Aplosporella crypta
- Aplosporella cryptostegiae
- Aplosporella cumulata
- Aplosporella cupressicola
- Aplosporella cydoniae
- Aplosporella cydoniaecola
- Aplosporella cymbidii
- Aplosporella cynanchina
- Aplosporella cytisi
- Aplosporella cytisigena
- Aplosporella daemiae
- Aplosporella dalbergiae
- Aplosporella demersa
- Aplosporella dendritica
- Aplosporella diatrypoides
- Aplosporella diospyri
- Aplosporella dothideoidi
- Aplosporella dracaenarum
- Aplosporella druparum
- Aplosporella dryobalonopis
- Aplosporella dulcamarae
- Aplosporella elaeagni
- Aplosporella elaeagnina
- Aplosporella elaeidis
- Aplosporella ellisii
- Aplosporella embeliae
- Aplosporella enterolobii
- Aplosporella ephedricola
- Aplosporella eriobotryae
- Aplosporella euonymi
- Aplosporella fabiformis
- Aplosporella fautreyana
- Aplosporella fici
- Aplosporella fici-elasticae
- Aplosporella ficina
- Aplosporella flacourtiae
- Aplosporella foliicola
- Aplosporella francisci
- Aplosporella fraxini
- Aplosporella fusca
- Aplosporella gallae
- Aplosporella gardeniae
- Aplosporella germanica
- Aplosporella gleditschiae
- Aplosporella gleditschiicola
- Aplosporella gossypii
- Aplosporella grandinea
- Aplosporella grewiae
- Aplosporella hedericola
- Aplosporella hesperidica
- Aplosporella heveae
- Aplosporella hibisci
- Aplosporella hydrangeae
- Aplosporella indica
- Aplosporella insitiva
- Aplosporella insueta
- Aplosporella ipomoeae
- Aplosporella iranica
- Aplosporella jasmini
- Aplosporella jasminina
- Aplosporella jodinae
- Aplosporella juglandina
- Aplosporella juniperi
- Aplosporella justiciae
- Aplosporella kochiae-prostratae
- Aplosporella lactucicola
- Aplosporella lagerstroemiae
- Aplosporella lantanae
- Aplosporella laricina
- Aplosporella lathami
- Aplosporella leucaenicola
- Aplosporella lilacis
- Aplosporella lilii
- Aplosporella linderae
- Aplosporella linearis
- Aplosporella liquidambaris
- Aplosporella longipes
- Aplosporella lonicerae
- Aplosporella lussoniensis
- Aplosporella lutea
- Aplosporella machaerii
- Aplosporella maclurae
- Aplosporella madablotae
- Aplosporella mali
- Aplosporella malloti
- Aplosporella malorum
- Aplosporella manilensis
- Aplosporella marathwadensis
- Aplosporella marginata
- Aplosporella melanconioides
- Aplosporella meliae
- Aplosporella melianthi
- Aplosporella melogrammata
- Aplosporella memecyli
- Aplosporella metastelmatis
- Aplosporella mexicana
- Aplosporella microspora
- Aplosporella minor
- Aplosporella minuta
- Aplosporella missouriensis
- Aplosporella moelleriana
- Aplosporella mori
- Aplosporella moricola
- Aplosporella moringcola
- Aplosporella murrayae
- Aplosporella negundinis
- Aplosporella neilliae
- Aplosporella nerii
- Aplosporella neriicola
- Aplosporella nervisequa
- Aplosporella novae-hollandiae
- Aplosporella nyctanthis
- Aplosporella obscura
- Aplosporella oleae
- Aplosporella oleae-dioicae
- Aplosporella opaca
- Aplosporella opuntiae
- Aplosporella palmacea
- Aplosporella palmaceae
- Aplosporella palmicola
- Aplosporella pandanicola
- Aplosporella parallela
- Aplosporella passiflorae
- Aplosporella peckii
- Aplosporella pelargonii
- Aplosporella pennsylvanica
- Aplosporella pentatropidis
- Aplosporella peristrophes
- Aplosporella phyllanthina
- Aplosporella pilocarpi
- Aplosporella pilocarpina
- Aplosporella pini
- Aplosporella pistaciarum
- Aplosporella platani
- Aplosporella plumeriae
- Aplosporella populi
- Aplosporella prinsepiae
- Aplosporella propullulans
- Aplosporella prosopidina
- Aplosporella prosopidincola
- Aplosporella prosopidis
- Aplosporella pruni
- Aplosporella prunicola
- Aplosporella psidii
- Aplosporella puncta
- Aplosporella quisqualidis
- Aplosporella rhamni
- Aplosporella rhizophila
- Aplosporella rhoina
- Aplosporella ribicola
- Aplosporella ribis
- Aplosporella robiniae
- Aplosporella rosae
- Aplosporella rosarum
- Aplosporella roxburghii
- Aplosporella rubicola
- Aplosporella ruborum
- Aplosporella rugosa
- Aplosporella rumicicola
- Aplosporella ruscigena
- Aplosporella ruthenica
- Aplosporella sacchari
- Aplosporella salicicola
- Aplosporella salmaliae
- Aplosporella sambuci
- Aplosporella sambucina
- Aplosporella sarmenticola
- Aplosporella schreberae
- Aplosporella seriata
- Aplosporella sesbaniae
- Aplosporella sidae
- Aplosporella smilacis
- Aplosporella solani
- Aplosporella squieriae
- Aplosporella staphylina
- Aplosporella stephanotidis
- Aplosporella sterculiae
- Aplosporella subconfluens
- Aplosporella subhyalina
- Aplosporella syconophila
- Aplosporella symphoricarpi
- Aplosporella syriaca
- Aplosporella tabernaemontanae
- Aplosporella talae
- Aplosporella tamaricis
- Aplosporella tecomae
- Aplosporella terricola
- Aplosporella thalictri
- Aplosporella thespesiae
- Aplosporella thevetiae
- Aplosporella thujae
- Aplosporella tiliacea
- Aplosporella tiliae
- Aplosporella tingens
- Aplosporella tylophorae
- Aplosporella ulmea
- Aplosporella vallaridis
- Aplosporella valsispora
- Aplosporella vanderystii
- Aplosporella velata
- Aplosporella vernoniae
- Aplosporella viburni
- Aplosporella violacea
- Aplosporella viticola
- Aplosporella vivanii
- Aplosporella wistariae
- Aplosporella wladicaucasica
- Aplosporella woodfordiae
- Aplosporella xanthii
- Aplosporella xanthiicola
- Aplosporella yalgorensis
- Aplosporella ziziphina
- Aplosporella ziziphi-sativae
- Aplosporella zollikoferiae